# Club de Fútbol Atlético de Monzón
L'Atlético de Monzón è una squadra di calcio spagnola con sede a Monzón, nella comunità autonoma di Aragona.

## Storia
L'Atletico de Monzón fu fondato nel 1950. In tutta la sua storia ha militato quasi sempre in Tercera División, senza mai riuscire a ottenere la promozione in Segunda División B. Attualmente milita nel gruppo 17 della Tercera Division.

## Stagioni
| Stagione  | Divisione             | Posizione | Coppa del Re |
| --------- | --------------------- | --------- | ------------ |
| dal 50-51 | Categorias Regionales | —         |              |
| al 55-56  | Categorias Regionales | —         |              |
| 1956/57   | 3ª                    | 14ª       |              |
| 1957/58   | 3ª                    | 13ª       |              |
| 1958/59   | 3ª                    | 6ª        |              |
| 1959/60   | 3ª                    | 3ª        |              |
| 1960/61   | 3ª                    | 7ª        |              |
| 1961/62   | 3ª                    | 9ª        |              |
| 1962/63   | 3ª                    | 11ª       |              |
| 1963/64   | 3ª                    | 14ª       |              |
| 1964/65   | 3ª                    | 11ª       |              |
| 1965/66   | 3ª                    | 7ª        |              |
| 1966/67   | 3ª                    | 14ª       |              |
| 1967/68   | 3ª                    | 7ª        |              |

| Stagione  | Divisione             | Posizione | Coppa del Re |
| --------- | --------------------- | --------- | ------------ |
| 1968/69   | 3ª                    | 12ª       |              |
| 1969/70   | 3ª                    | 16ª       |              |
| dal 70-71 | Categorias Regionales | —         |              |
| al 76-77  | Categorias Regionales | —         |              |
| 1977/78   | 3ª                    | 15ª       |              |
| 1978/79   | 3ª                    | 12ª       |              |
| 1979/80   | 3ª                    | 12ª       |              |
| 1980/81   | 3ª                    | 15ª       |              |
| 1981/82   | 3ª                    | 12ª       |              |
| 1982/83   | 3ª                    | 3ª        |              |
| 1983/84   | 3ª                    | 7ª        |              |
| 1984/85   | 3ª                    | 9ª        |              |
| 1985/86   | 3ª                    | 6ª        |              |
| 1986/87   | 3ª                    | 18ª       |              |

| Stagione | Divisione             | Posizione | Coppa del Re |
| -------- | --------------------- | --------- | ------------ |
| 1987/88  | 3ª                    | 3ª        |              |
| 1988/89  | 3ª                    | 6ª        |              |
| 1989/90  | 3ª                    | 12ª       |              |
| 1990/91  | 3ª                    | 5ª        |              |
| 1991/92  | 3ª                    | 5ª        |              |
| 1992/93  | 3ª                    | 16ª       |              |
| 1993/94  | 3ª                    | 18ª       |              |
| 1994/95  | Categorias Regionales | —         |              |
| 1995/96  | Categorias Regionales | —         |              |
| 1996/97  | 3ª                    | 7ª        |              |
| 1997/98  | 3ª                    | 14ª       |              |
| 1998/99  | 3ª                    | 20ª       |              |

| Season  | Division              | Place | Coppa del Re |
| ------- | --------------------- | ----- | ------------ |
| 1999/00 | Categorias Regionales | —     |              |
| 2000/01 | Categorias Regionales | —     |              |
| 2001/02 | Categorias Regionales | —     |              |
| 2002/03 | 3ª                    | 7ª    |              |
| 2003/04 | 3ª                    | 8ª    |              |
| 2004/05 | 3ª                    | 11ª   |              |
| 2005/06 | 3ª                    | 6ª    |              |
| 2006/07 | 3ª                    | 4ª    |              |
| 2007/08 | 3ª                    | 4ª    |              |
| 2008/09 | 3ª                    | 1ª    |              |
| 2009/10 | 3ª                    | —     |              |

- 41 stagioni in Tercera División

## Stadio
L'Atletico Monzón disputa le sue partite casalinghe all'Estadio Isidro Calderón, che ha una capacità di 5000 posti.

## Palmarès

### Competizioni nazionali
- Tercera División: 1

2008-2009

### Altri piazzamenti
- Tercera División:

Terzo posto: 1987-1988